# دهمین مراسم گلدن گلوب
۱۰مین مراسم گلدن گلوب برای ارج نهادن به بهترین دستاوردهای فیلمسازی سال ۱۹۵۱ در ۲۶ فوریه سال ۱۹۵۳ در هتل سفیر، کالیفرنیا برگزار شد. این برای بار اول است که مراسم در این هتل برگزار می‌شود. کتی هورادو برنده بهترین بازیگر زن در نقش مکمل شد وی اولین بازیگر مکزیکی است که توانست گوی زرین را تصاحب کند.

## برندگان و نامزدها

### جایزه گلدن گلوب بهترین فیلم – درام
بزرگترین نمایش روی زمین
- برگرد، شبای کوچک
- The Happy Time
- نیمروز
- دزد

### جایزه گلدن گلوب بهترین فیلم – موزیکال یا کمدی
با یک ترانه در قلب من
- هانس کریستین اندرسن
- I'll See You in My Dreams
- آواز در باران
- Stars and Stripes Forever

### جایزه گلدن گلوب بهترین بازیگر مرد – فیلم درام
گری کوپر – نیمروز
- شارل بوآیه – The Happy Time
- ری میلند – دزد

### جایزه گلدن گلوب بهترین بازیگر زن – فیلم درام
شرلی بوت – برگرد، شبای کوچک
- جوآن کراوفورد – ترس ناگهانی
- اولیویا دی هاویلند – دختر عموی من ریچل

### جایزه گلدن گلوب بهترین بازیگر مرد – فیلم موزیکال یا کمدی
دانالد اوکانر – آواز در باران
- دنی کی – هانس کریستین اندرسن
- کلیفتون وب – Stars and Stripes Forever

### جایزه گلدن گلوب بهترین بازیگر زن – فیلم موزیکال یا کمدی
سوزان هیوارد – با یک ترانه در قلب من
- کاترین هپبورن – پت و مایک
- جینجر راجرز – میمون‌بازی

### جایزه گلدن گلوب بهترین بازیگر نقش مکمل مرد
میلارد میچل – شش محکوم من
- کرت کاشنر – The Happy Time
- گیلبرت رولان – بد و زیبا

### جایزه گلدن گلوب بهترین بازیگر نقش مکمل زن
کتی هورادو – نیمروز
- میلدرد دانوک – زنده‌باد زاپاتا!
- گلوریا گراهام – بد و زیبا

### جایزه گلدن گلوب بهترین کارگردانی
سیسیل بی. دمیل – بزرگترین نمایش روی زمین
- ریچارد فلایشر – The Happy Time
- جان فورد – مرد آرام

### جایزه گلدن گلوب بهترین فیلم‌نامه
۵ انگشت – مایکل ویلسون
- نیمروز – کارل فورمن
- دزد – کلارنس گرین and راسل راوز

### جایزه گلدن گلوب بهترین موسیقی
نیمروز – دیمیتری تیومکین
- آیوانهو – میکلوش روژا
- مرد آرام – ویکتور یانگ

### جایزه گلدن گلوب بهترین فیلمبرداری - سیاه و سفید
نیمروز
- The Four Poster
- دزد

### جایزه گلدن گلوب بهترین فیلمبرداری - رنگی
بزرگترین نمایش روی زمین – جرج بارنز; پورل مارلی

### Promoting International Understanding
Anything Can Happen
- مأموریت - پاریس!
- آیوانهو

### Special Achievement Award
Francis Kee Teller

### Henrietta Award (World Film Favorites)
سوزان هیوارد and جان وین

### جایزه گلدن گلوب سیسیل بی. دمیل
والت دیزنی
- استنلی کریمر
- آدولف زوکر

### New Star of the Year Actor
دختر عموی من ریچل – ریچارد برتون
- پت و مایک – آلدو ری
- Star and Stripes Forever – رابرت واگنر

### New Star of the Year Actress
مولن روژ – کولت مرشان
- دزد – ریتا گم
- نیمروز – کتی هورادو

### Juvenile Performance
اعضای مراسم عروسی – براندون دی وایلد
- Navajo – Francis Kee Teller
- My Pal Gus – George Winslow